# Belfast
Belfast (AFI: /ˈbɛlfast/; in irlandese Béal Feirste) è la capitale e maggiore città dell'Irlanda del Nord, una delle quattro nazioni costitutive del Regno Unito. Gran parte di Belfast, incluso il centro cittadino, appartiene alla Contea di Antrim, ma parte di Belfast Est e Belfast Sud sono nella Contea Down. Si trova sulla golena del fiume Lagan. Il nome della città deriva dal gaelico Béal Feirste che significa bocca, estuario del Farset.
Per popolazione, prima della riforma amministrativa del 2015, Belfast era la 17ª città del Regno Unito e la seconda dell'isola dell'Irlanda. È sede del governo locale dell'Irlanda del Nord. Al censimento del 2011 la città di Belfast contava una popolazione di 286 000 persone. Con la riforma del consiglio comunale del 2015 la popolazione è di 333 871 persone e la città si trova nel cuore dell'area urbana di Belfast, che ha una popolazione totale di 483 418 abitanti e della Belfast Metropolitan Area, che aveva una popolazione di 579 276 abitanti nel 2001. La Zona Urbana Estesa, così come definita dall'Unione europea, ha una popolazione totale di 641 638 persone. A Belfast fu conferito il titolo di città nel 1888.
Storicamente Belfast è stata il centro dell'industria irlandese del lino (da qui l'appellativo "Linenopolis"), della produzione del tabacco, della fabbricazione delle corde e della costruzione di navi: il maggiore costruttore navale della città, Harland and Wolff, che costruì il transatlantico RMS Titanic, spinse Belfast sul palcoscenico mondiale all'inizio del XX secolo come il maggiore e più produttivo cantiere navale del mondo. Belfast giocò un ruolo fondamentale durante la rivoluzione industriale, ottenendo la fama di centro industriale globale fino all'ultima metà del XX secolo. L'industrializzazione e la migrazione che essa portò fecero di Belfast, per un breve periodo, la più grande città dell'Irlanda all'inizio del '900, e il successo industriale ed economico della città fu citato dagli oppositori unionisti all'Home rule come ragione per cui l'Irlanda dovesse evitare la devoluzione e in seguito una delle ragioni per cui gli unionisti dell'Ulster in particolare combatterono per resistervi.
Oggi Belfast rimane un grande centro industriale, come anche artistico, universitario, commerciale e forense, e rappresenta il motore economico dell'Irlanda del Nord. La città ha sofferto molto durante il periodo del conflitto (definito "The Troubles"), ma in seguito ha goduto di un periodo di pacificazione, libero dalla violenza politica degli anni precedenti, che ha portato a una sostanziale crescita economica e commerciale. Inoltre il centro cittadino si è notevolmente espanso ed è stato rimodernato negli ultimi anni, in particolare la zona di Victoria Square.
Belfast è servita da due aeroporti: il Belfast City Airport, in città, e il Belfast International Airport, situato a circa 24 km (15 miglia) a ovest della città. Belfast ha anche un grande porto, con i porti commerciali e industriali che dominano la linea costiera del Belfast Lough, incluso il famoso cantiere navale Harland and Wolff. Belfast è una città facente parte del "corridoio Dublino—Belfast", che conta una popolazione di tre milioni di persone, circa metà della popolazione dell'intera isola irlandese.
Belfast è sede di quattro squadre dell'Irish League Football: Linfield F.C., Glentoran F.C., Cliftonville F.C. e Crusaders F.C.

## Geografia fisica

### Territorio
Belfast si trova sulla costa orientale dell'Irlanda del Nord, affiancata a nord-ovest da una catena di colline, tra le quali Cavehill, presumibilmente il luogo che ispirò I viaggi di Gulliver, il racconto dello scrittore Jonathan Swift: si dice, infatti, che la collina gli ricordasse la sagoma di un gigante dormiente a guardia della città. Belfast è inoltre situata nella parte più interna e orientale del Belfast Lough, sulla foce del fiume Lagan, posizione che l'ha sempre favorita nello sviluppo dell'industria cantieristica che l'ha resa famosa in passato.

### Clima
Belfast ha un clima abbastanza temperato. Le temperature medie giornaliere sono di circa 18 °C in luglio, 6 °C in gennaio. La più alta temperatura registrata in città è stata 30,8 °C, il 12 luglio 1983. Le precipitazioni sono molto frequenti (più di 0,25 mm) per 213 giorni durante l'anno, con una media annuale di 846 mm, meno che nel Lake District o nelle Highlands scozzesi, ma decisamente più di Dublino o del sud-est irlandese. Essendo un'area urbana molto sviluppata e costiera Belfast di solito vede la neve meno di 10 giorni all'anno. I cambiamenti climatici stanno visibilmente colpendo anche la città, come dimostrano i dati di luglio 2006, settembre 2006 e aprile 2007, dove sono stati registrati i record mensili per il caldo.
| Mese                | gen.  | feb.  | mar.  | apr.  | mag.  | giu.  | lug.  | ago.  | set.  | ott.  | nov.  | dic.  | al 4 agosto 2007 |
| ------------------- | ----- | ----- | ----- | ----- | ----- | ----- | ----- | ----- | ----- | ----- | ----- | ----- | ---------------- |
| Temp. media massima | 6 °C  | 7 °C  | 9 °C  | 12 °C | 15 °C | 18 °C | 18 °C | 18 °C | 16 °C | 13 °C | 9 °C  | 7 °C  | 13 °C            |
| Temp. media minima  | 2 °C  | 2 °C  | 3 °C  | 4 °C  | 6 °C  | 9 °C  | 11 °C | 11 °C | 9 °C  | 7 °C  | 4 °C  | 3 °C  | 6 °C             |
| Precipitazioni      | 80 mm | 52 mm | 50 mm | 48 mm | 52 mm | 68 mm | 94 mm | 77 mm | 80 mm | 83 mm | 72 mm | 90 mm | 846 mm           |

## Origini del nome
Il nome Belfast deriva dal gaelico irlandese Béal Feirste, ossia "l'estuario del Farset", il fiume su cui la città è stata costruita. Sorprendentemente il fiume Farset con il tempo è stato superato in importanza dal fiume Lagan. Oggigiorno il Farset languisce sotto la High Street, mentre Bridge Street indica il posto dove un tempo esisteva il ponte sul Farset.

## Storia

### Origini
Belfast è la versione anglicizzata del nome irlandese dell'area, che originariamente significava "il guado sabbioso alla foce del fiume". Questa descrizione si riferisce alla striscia di sabbia che si formava all'ingresso del Farset nel Lagan a Donegall Quay, prima che entrambi si gettassero nel Belfast Lough. Essa era la rete idrica intorno alla quale la città venne fondata e sviluppò.
Il luogo dove si trova ora la città e il relativo circondario erano popolati sin dall'Età del Bronzo. Il Giant's Ring, un henge vecchio di 5 000 anni, è situato vicino all'abitato, mentre sono chiaramente visibili nelle colline circostanti forti in pietra dell'Età del Ferro. Belfast rimase a lungo, almeno fino all'Alto Medio Evo, un piccolo insediamento senza importanza. John de Courcy costruì un castello in quella che è ora Castle Street, nel centro cittadino, nel XII secolo: in realtà, però, il maniero era di modesta importanza e di altrettante dimensioni, ben inferiore al castello della vicina Carrickfergus, anch'esso costruito da de Courcy.

### Dal XVII secolo alla seconda guerra mondiale

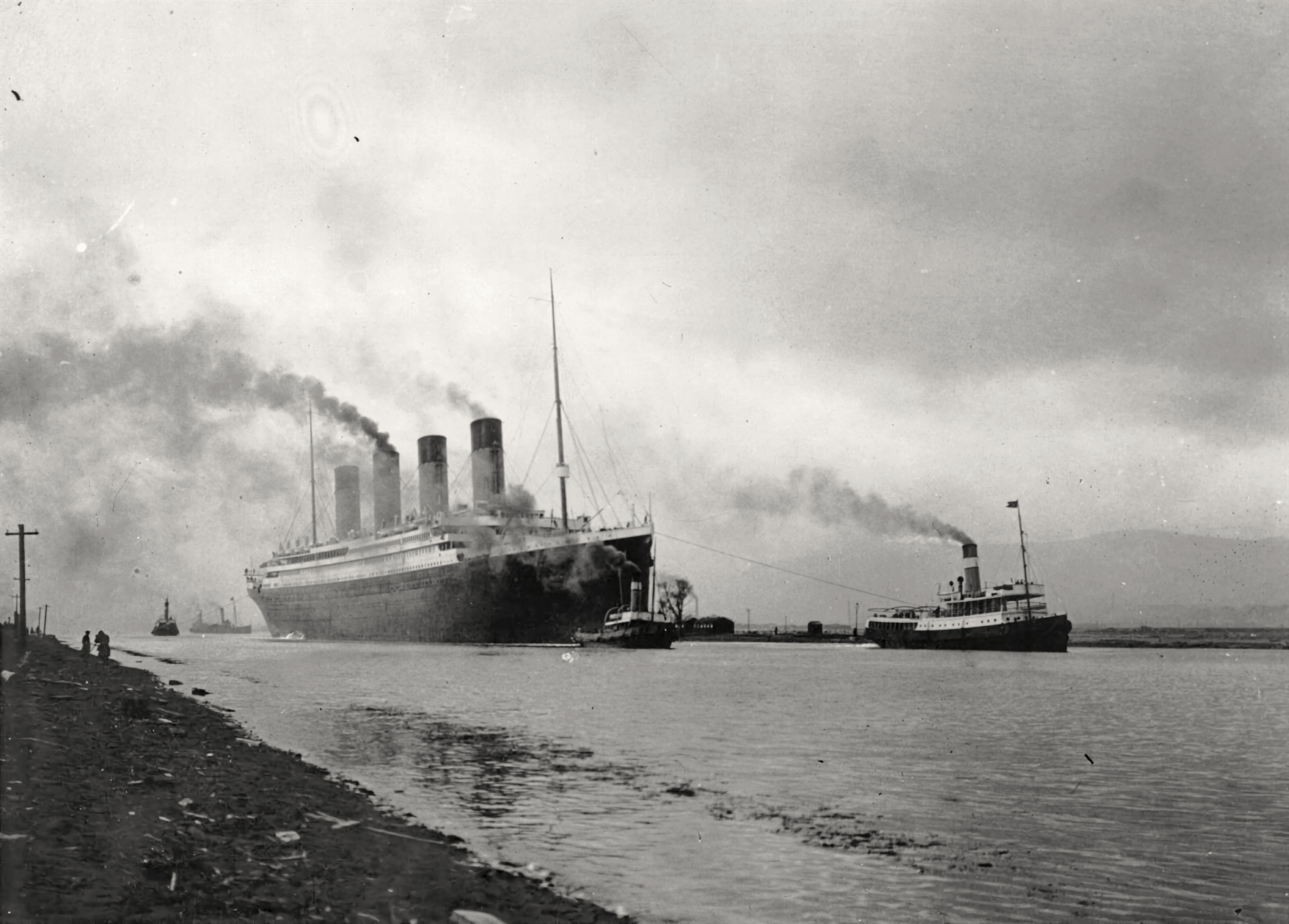
Il famoso RMS Titanic lascia Belfast per delle prove, 2 aprile 1912.

Fu nel XVII secolo che la città assunse dimensioni considerevoli, durante la Plantation of Ulster di coloni inglesi e scozzesi operata dal governo di Londra. Nei due secoli successivi fiorì come centro commerciale e industriale e divenne la città industrializzata dell'isola d'Irlanda sorsero numerose industrie, specializzate nel lino, corda, tabacco, ingegneria pesante e cantieristica navale. In poco tempo Belfast superò Dublino in termini di lavoro, industrializzazione ed espansione urbanistica. Il famoso cantiere Harland and Wolff divenne uno dei più grandi al mondo, dando lavoro a circa 35.000 dipendenti. Belfast fu pesantemente bombardata durante la seconda guerra mondiale. In un raid del 1941 i bombardieri tedeschi uccisero circa un migliaio di persone e ne lasciarono senza tetto decine di migliaia. Al di fuori di Londra fu la più grande perdita di vite in un raid notturno durante la Battaglia d'Inghilterra.

### La questione irlandese

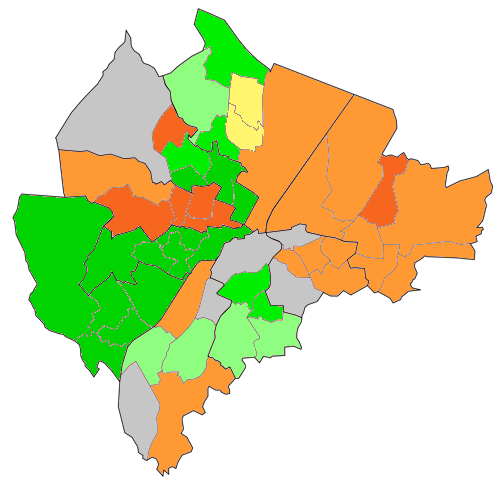
I quartieri di Belfast nel 2011 secondo la loro popolazione: cattolici più dell'80% (verde scuro), cattolici dal 60 all'80% (verde chiaro), cattolici dal 50 al 60% (grigio), protestanti dal 50 al 60% (giallo), protestanti dal 60 all'80% (arancione chiaro), protestanti oltre l'80% (arancione scuro).

Belfast è stata la capitale dell'Irlanda del Nord sin dalla sua creazione nel 1920. Emergendo come la maggior città della propria nazione, è stata la scena dei principali conflitti fra repubblicani e lealisti. Belfast è la città che è stata maggiormente insanguinata dalla violenza britannica e unionista contro la popolazione nazionalista durante i Troubles, conflitto civile durato dal 1969 circa fino a fine anni novanta, in realtà solo una piccola parte all'interno di un conflitto coloniale che dura ormai da più di 800 anni. Attentati, esplosioni, assassinii e violenza per strada hanno caratterizzato un periodo buio nella città. Le forze paramilitari lealiste, la Ulster Volunteer Force (UVF) e la Ulster Defence Association (UDA), con la complicità dell'esercito inglese attaccarono in modo settario e uccisero, oltre a membri dell'IRA, soprattutto semplici cittadini solo perché cattolici o repubblicani. Un particolare gruppo ben noto stanziato a Shankill Road a metà degli anni '70 divenne famoso come Shankill Butchers ("Macellai di Shankill"). L'IRA, insieme ad altri gruppi armati irlandesi come l'INLA, difese la popolazione repubblicana rispondendo agli attacchi lealisti. In totale oltre 1 500 persone furono uccise per violenza politica e religiosa in città tra il 1969 e il 2001.
Tutt'oggi i due quartieri sono divisi da un muro e i cancelli o varchi lungo di esso vengono chiusi ogni sera alle 21.00 e riaperti alle 6.00 della mattina.

### Simboli
Lo stemma semplice di Belfast è così blasonato dai documenti ufficiali:
Spesso si trova accompagnato da ornamenti esteriori, ovvero sormontato da una corona e sostenuto da lupo incatenato e da un cavallo marino. Il motto è Pro tanto quid retribuamus ("Cosa daremo in cambio per così tanto?"), tratto dal salmo 116, versetto 12 della Bibbia.

## Economia

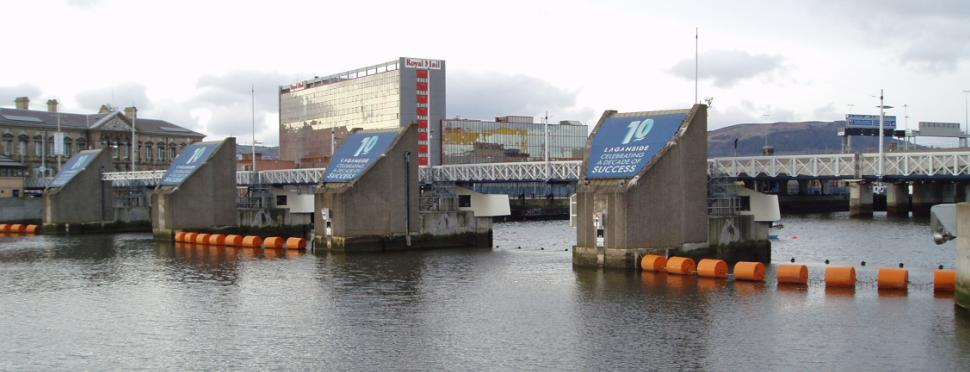
Lagan Weir

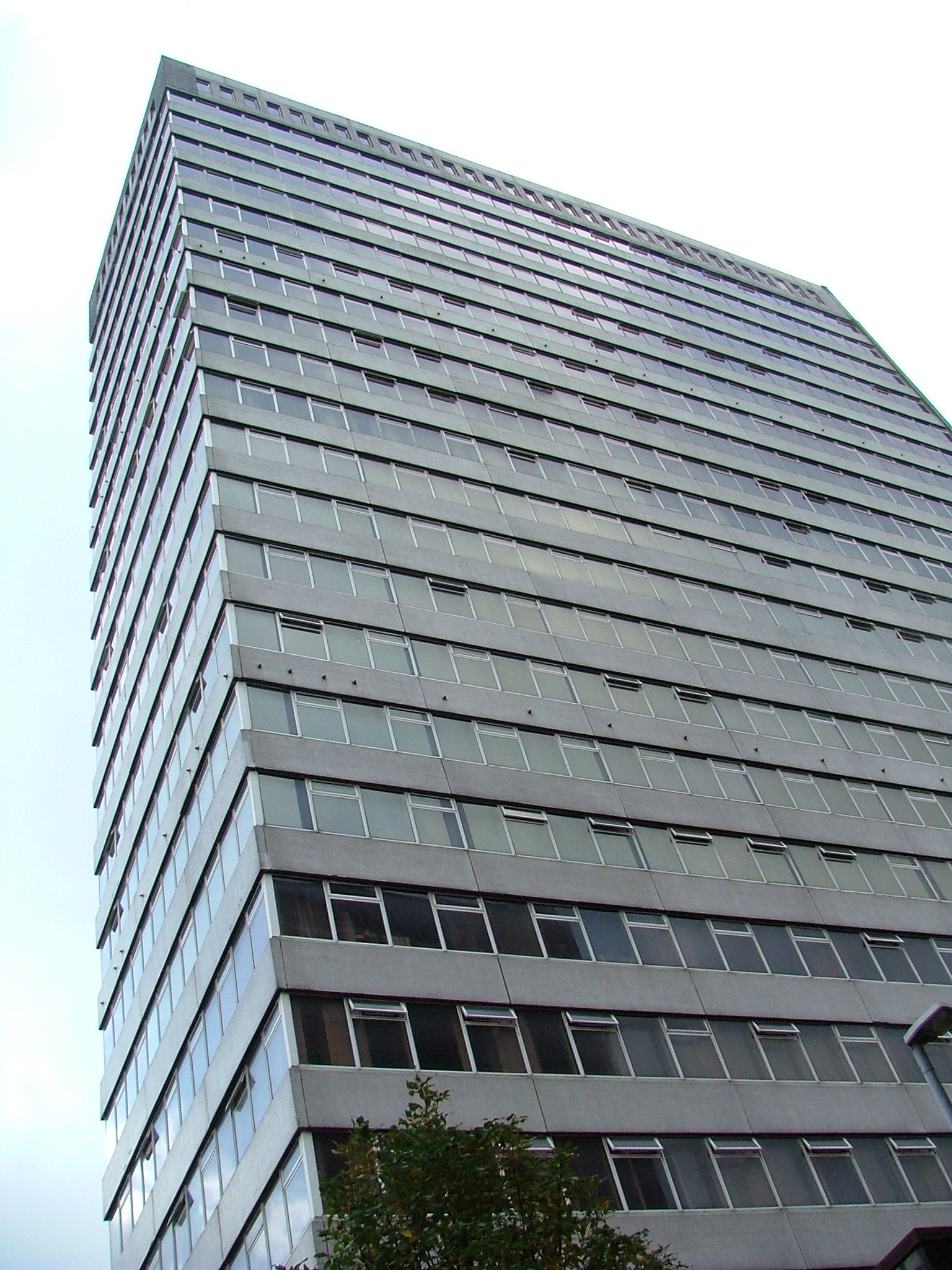
Windsor House
Il più alto edificio della città e dell'Irlanda del Nord, nonché il secondo dell'isola d'Irlanda

Quando la popolazione di Belfast cominciò a crescere rapidamente nel XVII secolo il settore economico più propizio era senz'altro il commercio. La sua posizione dominante rispetto alle vaste zone rurali fu importante, così come il beneficio naturale dell'insenatura del Belfast Lough, che portò in breve tempo alla costruzione dello storico porto, che costituì ben presto un'arteria dei commerci irlandesi prima con la Gran Bretagna e in seguito anche con Europa e America. A metà dello stesso secolo, Belfast esportava carne, burro, pellame e cereali e importava carbone, vestiti, vino, brandy, carta, legname e tabacco. La città attuale è comunque un prodotto della Rivoluzione industriale. Tuttavia fu soltanto con la produzione del lino e l'avvio dell'attività cantieristica navale che l'economia e la popolazione di Belfast ebbero un boom considerevole. All'inizio del XIX secolo, Belfast era il più grande centro produttore di lino del mondo,, al punto che veniva soprannominata "Linenopolis".
Il porto di Belfast fu drenato nel 1845 per permettere l'ancoraggio alle navi di grosse dimensioni. Donegall Quay fu costruita proprio vicino ai lavori sul fiume, favorendo ulteriormente i commerci. Nel 1861 fu fondato il grande e famoso cantiere Harland and Wolff e al tempo del Titanic, ovvero nel 1912, la società gestiva il più grande cantiere del mondo.
La Short Brothers plc è una compagnia aerospaziale britannica con sede a Belfast. Fu la prima vera compagnia d'aviazione nel mondo e fu visitata dai fratelli Wright nel 1906 e 1907. Situata vicino al porto, nel 1989 fu acquisita dalla multinazionale canadese Bombardier e da allora è conosciuta come Shorts Bombardier. È ancora un produttore del settore di primo livello.
L'avvento delle catene di montaggio e degli abiti di cotone, assieme all'inizio della prima guerra mondiale, determinarono l'inizio del declino commerciale di Belfast e delle sue esportazioni di lino. Come molte città britanniche dipendenti dall'industria pesante, Belfast soffrì un sensibile declino sin dagli anni 1960, inaspritosi nel successivo ventennio, con la perdita di più di centomila posti di lavoro manifatturieri. Per molti decenni la fragile economia dell'Irlanda del Nord richiese un significativo sostegno pubblico da parte del British exchequer per un ammontare fino a 4 miliardi £/anno. Inoltre la continua violenza religiosa ha reso difficile per Belfast competere con l'economia di Dublino, soprannominata Celtic Tiger.

## Infrastrutture e trasporti

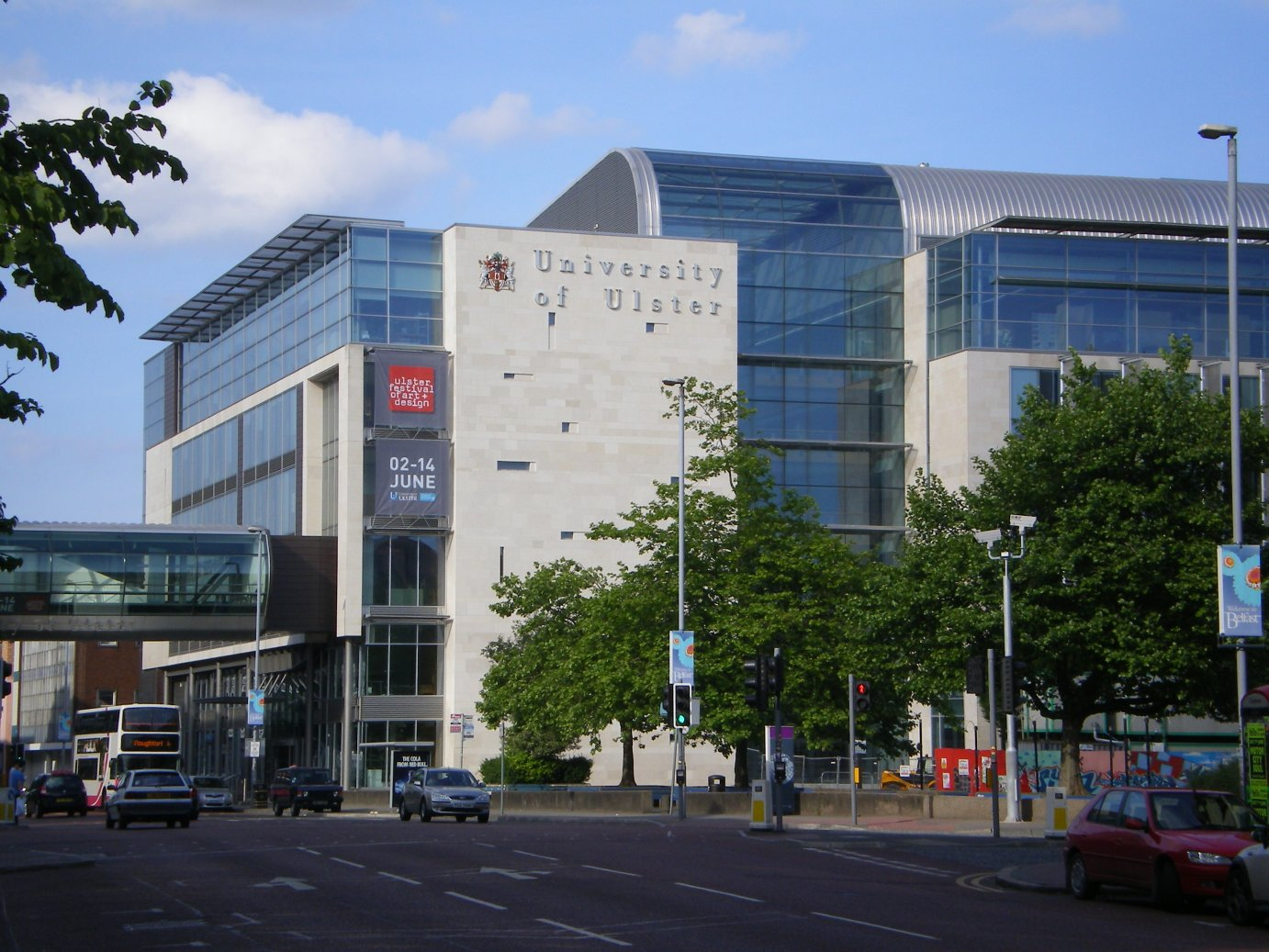
Ulster University, campus di Belfast.

Belfast ha avuto la peggio durante il conflitto nordirlandese, con circa metà del totale delle vittime del conflitto che sono avvenute nell'Ulster. Tuttavia, dall'Accordo del Venerdì Santo del 1998, è stata portata avanti una significativa riqualificazione del centro, inclusa Victoria Square, il Titanic Quarter, e il Laganside, come anche il complesso Odyssey e il Waterfront Hall. La città è servita da due aeroporti: il George Best Belfast City Airport, adiacente al Belfast Lough, e il Belfast International Airport che si trova presso il Lough Neagh. La Queen's University Belfast è la principale università della città, e la Ulster University ha anch'essa un campus nella città, dove si concentrano le facoltà di scienze umane, design e architettura.

### Trasporti

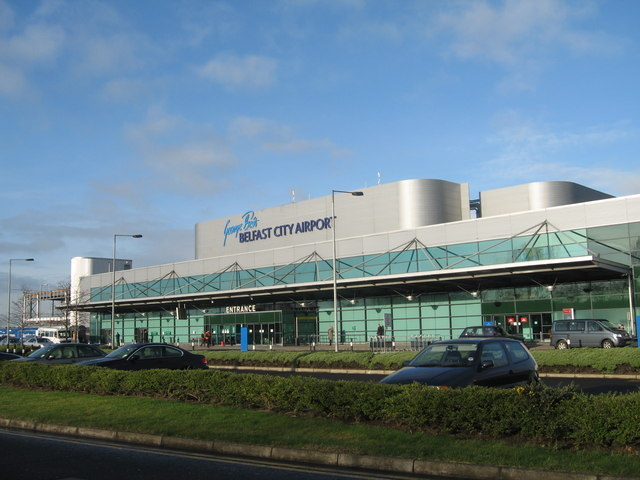
Il George Best Belfast City Airport.

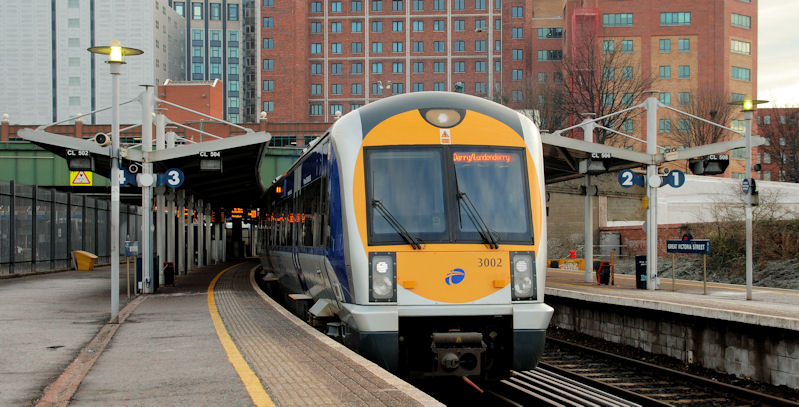
La Stazione di Belfast Great Victoria Street della Northern Ireland Railways

City Hall

Belfast è una città relativamente dipendente dalle auto, secondo gli standard europei, con un'estesa rete stradale che comprende 36 km di autostrada della M2 e M22. Uno studio sulle modalità di viaggio nell'Irlanda del Nord ha mostrato che gli abitanti di Belfast si muovono per il 77% in automobile, per l'11% con il trasporto pubblico e per il 6% a piedi. Ha inoltre mostrato che Belfast possiede 0,7 automobili per famiglia, comparata alle 1,18 auto nell'est e le 1,14 auto nell'ovest dell'Irlanda del Nord. Nel 2006 ha avuto inizio l'ammodernamento della rete viaria della città, con il rifacimento di due svincoli lungo il Westlink, trasformandoli in incroci posti su livelli differenti.
I taxi (black cabs) sono molto comuni in città e operano in modalità collettiva in alcune aree. Questi taxi sono in numero molto inferiore ai minicabs privati. Il servizio di autobus e ferrovie nell'Irlanda del Nord è operato da Translink; gli autobus urbani sono invece operati da Translink Metro, con linee che collegano i quartieri residenziali con il centro cittadino, utilizzando 12 corridoi preferenziali che corrono lungo le principali vie radiali, il che ha portato a collegamenti poco efficienti tra i diversi quartieri.

## Cultura
La città è famosa per i murali che riflettono l'appartenenza politica e religiosa delle due comunità: cattolica e protestante.
La Shankill Road e i quartieri che vi si affacciano (Lower Shankill, Woodvale, Highfield tra gli altri) è quasi interamente abitata da protestanti e i murali riflettono la fedeltà degli abitanti alla corona britannica o il sostegno a gruppi paramilitari protestanti.
I murali dei quartieri quasi interamente cattolici che si affacciano sulla Falls Road (Clonard, Beechmount, Ballymurphy) hanno come tema l'Irlanda unita, l'esercito repubblicano irlandese (IRA) o temi del folclore e della lingua irlandese.

### Musei
- Ulster Museum

## Amministrazione

### Gemellaggi
- Nashville
- Bonn
- Belfast
- Hefei

## Sport
La squadra di baseball di Belfast è The Belfast Northstars iscritta regolarmente alla Irish Baseball League, il massimo campionato irlandese di baseball.
Le maggiori squadre calcistiche di Belfast sono il Linfield, il Glentoran e il Cliftonville, i cui stadi sono rispettivamente il Windsor Park, il The Oval e il Solitude.
I Belfast Giants sono la principale squadra di hockey su ghiaccio della città e militano nella massima serie del campionato britannico. Le partite casalinghe sono giocate alla Odyssey Arena, situata nel Titanic Quarter.
La città è stata sede di diverse squadre di football americano, che in più occasioni hanno vinto il titolo nazionale irlandese:
- i Belfast Trojans, tre volte vincitori dello Shamrock Bowl
- i Belfast Blitzers, una volta finalisti dello Shamrock Bowl
- i Belfast Bulls, una volta finalisti dello Shamrock Bowl
- i Belfast Knights, trasferiti nel 2018 da Carrickfergus (dove hanno vinto tre Shamrock Bowl)
- gli NI Razorbacks

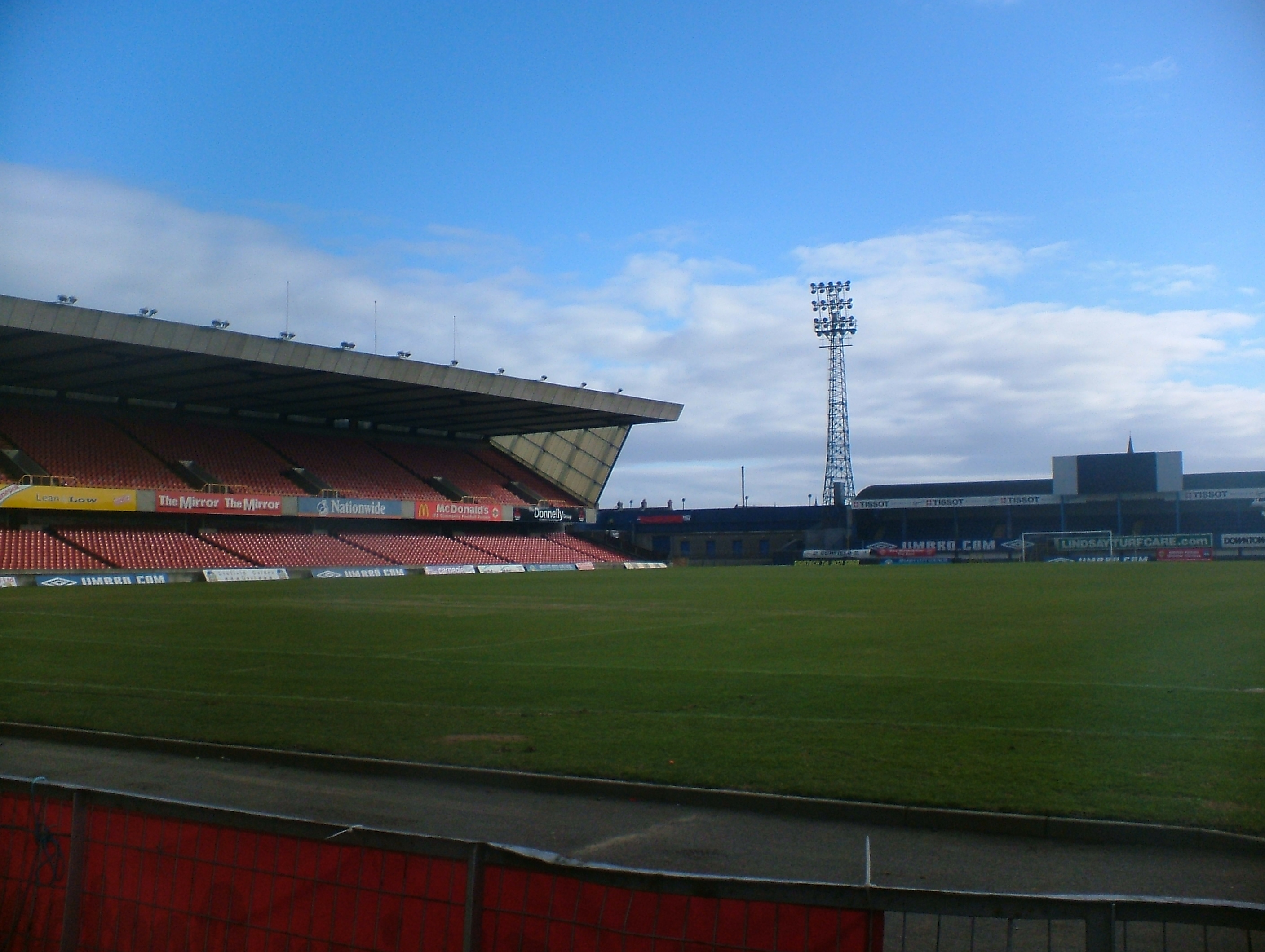
Windsor Park
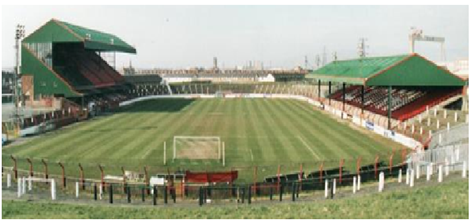
The Oval
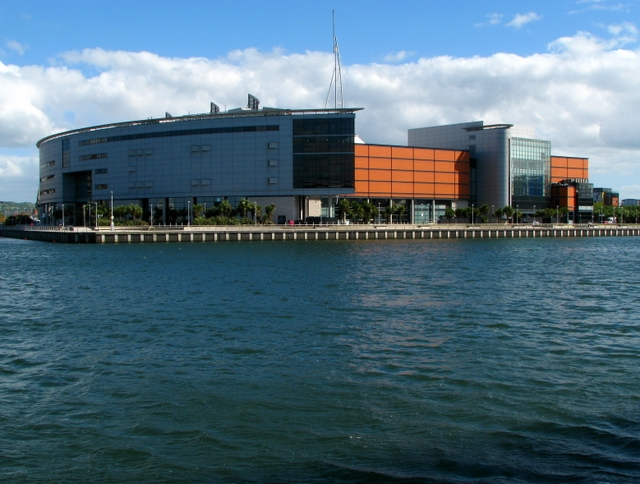
Odyssey Arena